# Edgardo Madinabeytia
Edgardo Mario Madinabeytia Bassi (San Miguel, 28 agosto 1932 – Buenos Aires, 31 marzo 2002) è stato un calciatore argentino naturalizzato spagnolo, di ruolo portiere.

## Biografia
Padre di due figli, Maria Liliana ed Edgardo, era conosciuto con i soprannomi di el vasco per le sue origini basche e di la araña guacha.

## Carriera
Iniziò la sua carriera in Argentina, nell'Huracán. Nel 1958 si trasferì all'Atlético Madrid, dove esordì il 14 marzo 1959 nella partita casalinga contro il Celta Vigo vinta 3-1. Con l'Atlético vinse una Liga (1955-56), tre coppe di Spagna (1960, 1961 e 1965) e una Coppa delle Coppe (1962), che fu il primo trofeo europeo conquistato dai colchoneros.
Dopo 9 stagioni in biancorosso si trasferì al Real Murcia, in Segunda División, dove disputò una sola partita prima di ritirarsi.
Con 159 partite in Primera División, 47 in Coppa, 30 in coppe europee, Madinabeytia è il terzo portiere per presenze nella storia dell'Atlético Madrid.

## Palmarès

### Competizioni nazionali
- Campionato spagnolo: 1

Atletico Madrid: 1965-1966
- Coppa di Spagna: 3

Atletico Madrid: 1959-1960, 1960-1961, 1964-1965

### Competizioni internazionali
- Coppa delle Coppe: 1

Atletico Madrid: 1961-1962